# 코라손 에스메랄다
《코라손 에스메랄다》(스페인어: Corazón esmeralda)는 2014년 방영된 베네수엘라의 텔레노벨라이다.